# Har Kajil
Har Kajil (hebrejsky: הר כיל) je vrch o nadmořské výšce 243 metrů v severním Izraeli, v Dolní Galileji.
Leží cca 6 kilometrů severně od Nazaretu. Má podobu nevýrazného pahorku, který je situován na severní okraj vysočiny Harej Nacrat. Jeho vrcholovou část zaujímá zastavěné území vesnice Hoš'aja, jejíž zástavba pokrývá i sousední vrch Har Hoš'aja na východní straně. Na jižní straně s ním sousedí podobný vrch Har Jad'aja. Na sever od vrchu se terén sklání do údolí Bejt Netofa.